# Polyphonius theodori
Polyphonius theodori là một loài ruồi trong họ Asilidae. Polyphonius theodori được Hradský & Hüttinger miêu tả năm 1992. Loài này phân bố ở vùng Cổ Bắc giới.